# デッドリー・フレンド
『デッドリー・フレンド』（原題: Deadly Friend）は、1986年のアメリカ映画。原作はダイアナ・ヘンステルの小説『Friend』。

## ストーリー
15歳のポールは、ビービーという名のロボットを自作するほどの天才少年。母親と共に引っ越した彼は、その町に住む少年トムと友達になった。さらに、隣家の少女サマンサに恋をする。
しかしある日、ビービーは近所の老婆エルヴァイラの家に誤って侵入し、彼女に銃で撃たれて破壊されてしまう。
ポールは悲しみに暮れるが、それに追い打ちをかけるように、サマンサが日ごろから泥酔して彼女を虐待していた父親に階段から突き落されて、脳死状態になってしまう。
ビービーとサマンサを諦めきれないポールは、その身体にビービーの小型コンピュータを埋め込み、ロボットとして蘇らせる。

## キャスト
| 役名                      | 俳優                     | 日本語吹替 |
| ------------------------- | ------------------------ | ---------- |
| ポール・コンウェイ        | マシュー・ラボートー     | 坂上忍     |
| サマンサ・プリングル      | クリスティ・スワンソン   | 深見梨加   |
| トム・トゥーミー          | マイケル・シャレット     | 関俊彦     |
| ジーニー・コンウェイ      | アン・トゥーミー         | 宗形智子   |
| ハリー・プリングル        | リチャード・マーカス     | 麦人       |
| エルヴァイラ・パーカー    | アン・ラムジー           | 高橋和枝   |
| カール・デントン          | アンドリュー・ロパート   | 小室正幸   |
| チャーリー・ボルチェック  | リー・パウル             |            |
| BB（声）                  | チャールズ・フライシャー |            |
| 隣人                      | トム・スプレトリー       |            |
| 検死官                    | ジム・イシダ             |            |
| Dr.ヘンリー・ジョハンソン | ルース・マリン           |            |

- 日本語吹替 - 初放送1990年2月21日 TBS 『水曜ロードショー』

## スタッフ
- 監督：ウェス・クレイヴン
- 日本語字幕：古田由紀子

## リメイク版について
3D作品としてのリメイク企画がワーナーで進められている。